# Kim Wraae Knudsen
Pour les articles homonymes, voir Knudsen.
Kim Wraae Knudsen (19 septembre 1977) est un kayakiste danois pratiquant la course en ligne.